# سلافكو لوكيتش
سلافكو لوكيتش هو لاعب كرة قدم صربي في مركز الدفاع، ولد في 14 مارس 1989 في سميديريفو في صربيا. شارك مع منتخب صربيا تحت 19 سنة لكرة القدم ومنتخب صربيا تحت 21 سنة لكرة القدم. أما مع النوادي، فقد لعب مع نادي تيوتا دورس ونادي سوتيسكا نيكشيتش.

## وصلات خارجية
- سلافكو لوكيتش على موقع قاعدة بيانات كرة القدم.إي يو (الإنجليزية)
- سلافكو لوكيتش على موقع Soccerway.com (الإنجليزية)
- سلافكو لوكيتش على موقع عالم كرة القدم.نت (الإنجليزية)